# Professional Chess Association
Die Professional Chess Association (PCA) wurde 1993 von Garri Kasparow und Nigel Short zur Vermarktung und Organisation ihrer Schachweltmeisterschaft gegründet.
Kasparow und Short warfen dem Weltschachbund FIDE und dessen Präsidenten Florencio Campomanes unprofessionelle Arbeit sowie mangelnde Interessenvertretung vor. Des Weiteren weigerten sie sich, 25 Prozent der Preisgelder an die FIDE abzutreten. Die FIDE entzog daraufhin Kasparow den WM-Titel und Short das Recht auf die Herausforderung. Im Oktober 1993 fand in London das Duell Kasparow gegen Short statt. Kasparow gewann deutlich mit 12,5:7,5, womit er PCA-Weltmeister wurde. Da die FIDE Kasparow und Short disqualifiziert hatte, spielten nun Anatoli Karpow und Jan Timman den Weltmeistertitel der FIDE unter sich aus, wobei Karpow siegte. Damit gab es nun zwei Weltmeister, den von der FIDE anerkannten Weltmeister Karpow und den PCA-Weltmeister Kasparow. Bei der Schachweltmeisterschaft 1995 verteidigte Kasparow im Südturm des früheren World Trade Centers in New York City seinen PCA-WM-Titel gegen den indischen Großmeister Viswanathan Anand. Ein Jahr später löste sich die PCA nach dem Verlust des Hauptsponsors Intel auf.

## Nachfolgeorganisation
Im April 1998 gründete Garri Kasparow gemeinsam mit dem spanischen Schachmäzen und Turnierorganisator Luis Rentero den World Chess Council (WCC) als Nachfolgeorganisation der PCA und damit einen weiteren in Konkurrenz zur FIDE stehenden Schachverband, der die weitere Organisation der zuvor von der PCA durchgeführten Weltmeisterschaften übernehmen sollte. Der WCC trug jedoch lediglich im Mai/Juni 1998 einen Kandidatenwettkampf zwischen Wladimir Kramnik und Alexei Schirow aus und stellte seine Aktivitäten bereits zum Ende des gleichen Jahres wieder ein. Seitdem gab es Bestrebungen, die beiden Weltmeistertitel wieder zusammenzuführen, die im Jahr 2006 mit dem Wiedervereinigungskampf zwischen dem „klassischen“ Weltmeister Wladimir Kramnik und dem FIDE-Weltmeister Wesselin Topalow endeten.
Kasparow äußert sich heute selbstkritisch über die Gründung der PCA (It was bad judgment).